# 동국사략 (박상)
《동국사략》(東國史略)은 조선 중기의 유학자인 눌재(訥齋) 박상(朴祥, 1474~1530)이 단군조선부터 고려까지의 역사를 기록한 역사서이다. 총 6권 2책이다. 1989년 3월 18일 대전광역시의 문화재자료 제18호로 지정되었다.

## 개요
17세기 김휴의 《해동문헌총록》 및 18세기 이덕무의 《청장관전서》 앙엽기에는 '동국사략'이라는 제목이 붙은 사서는 모두 5부가 있고 권근, 박상, 이우, 유희령, 민제인 등의 것이 있다고 하였다.  박상의 《동국사략》은 조선 초 권근이 편찬한 《동국사략》과 이름이 같지만 권근의 경우는 삼국 시대까지만 다루었고, 박상의 경우는 고려 시대까지 다루었다. 
성종 때인 1458년 《동국통감》이 완성된 뒤 국가 차원에서 대규모로 역사서가 편찬되는 일은 거의 이루어지지 않았고, 대신 개인이 《동국통감》을 요약, 재편하는 움직임이 일어났다. 박상의 《동국사략》은 그 대표적인 저술이다. 
서문 혹은 발문이 없기 때문에 그 편찬 동기 및 편찬 연대가 분명하지 않고(후술) 《표제음주동국사략》과 마찬가지로 《동국통감》을 그대로 축약한 사서로 알려져 있으나, 서술 체제나 내용에서 《동국통감》과는 차이를 보인다. 특히 고려 말 인식에서는 《동국사략》 편찬자의 입장을 고스란히 드러내고 있는데, 조선 왕조 개창에 반대하고 고려 왕조에 절의를 지킨 인물들을 칭송하고 긍정적으로 평가하는 한편으로, 조선 개창에 공을 세운 정도전을 폄하하는 등 조선 중기 사림의 주요 역사 인식을 보여준다. 또한 《동국통감》에 비해 고려 말기 절의(節義)의 숭상과 이단 배척에 대해서 《동국사략》이 보다 유연한 입장을 보이고 있는데, 이는 《동국통감》과 《동국사략》을 편찬할 당시의 시대적, 지역적, 문화적 배경의 차이, 그리고 김종직 계열의 영남 사림(동국통감)과 김굉필 계열의 기호사림(동국사략)의 인식이 각각 반영되어 있다는 지적이 따른다.

## 내용

### 편찬 시기에 대하여
서문 혹은 발문이 없어서 박상이 《동국사략》을 편찬하게 된 동기나 편찬 연대는 확실하지 않다. 정구복은 중종 9년에서 중종 23년(1528년) 사이로 추정하고 있으며, 김항수는 박상의 문집인 《눌재집》 ｢연보｣에 의거하여 박상이 충주목사로 있던 중종 17년(1522년)으로 언급하고 있다. 이후 연구자들은 김항수의 견해를 따라서 중종 17년으로 보고 있는데 이에 대해서 김보정은 《눌재집》에 연보가 수록된 것은 《눌재집》이 마지막으로 간행되었던 때인 고종 12년(1875년) 10월의 일이고 연보에서 중종 17년(1522) 기사 말미에 "두 절(《동국사략》의 찬술과 《매월당김시습문집》 간행)은 연대가 확실하지 않아서, 잠시 여기에 붙여두며 《사략》은 산실되었다."라고 쓰고 있는 점, 박상이 죽기 1년 전인 중종 24년(1529년)에 쓴 문호공 이점의 신도비명에 "(중략) 삼가 동국의 역사를 살펴보면 삼국의 말에 호걸이 봉기하여 각기 토지를 점거하고 군장이 되어 그 지역을 호령하였다. 고려의 태조가 통합하여 주부군현(州府郡縣)의 리(吏)와 기인(其人)으로 분속(分屬)시키니 본조에 이르러서도 그 제도를 그대로 따랐다. (중략)"라고 하여 고려의 기인 제도를 언급하고 있는 점을 들어 기존에 중종 23년 이전에 《동국사략》이 편찬되었다는 정구복의 주장에 이의를 제기하고, 박상이 언급한 '동국의 역사'란 단순히 《동국통감》만을 가리키는 것이 아니라 고려사, 고려사절요 등 다른 고려 관련 사서 역시 포함한 것으로 《동국사략》이 《동국통감》을 축약하기는 했지만 단순히 축약하는 데에서 그치지 않고 다른 사서도 참고하였을 것이라고 지적하였다.

## 국외로의 전래
박상의 《동국사략》은 '조선사략'(朝鮮史略)이라는 제목으로 중국에 전래되었다. 임진왜란 당시 명군의 일원으로 참전했던 풍중영(馮仲纓)이 이 책을 입수하여 귀국하면서 명에 알려지게 되었고, 명에 들어간 뒤에는 조선사략이라는 제목으로 이름이 바뀌어 《사고전서》에도 12권본 체제로 수록되었다. 만력 연간의 목판본을 비롯하여 다양한 버전의 '조선사략'이 중국에서 유통되었으며, 이것이 이후 일본에 유입되어 분세이 5년(1822년) 에도 막부의 관학교인 쇼헤이자카 학문소에서 관판으로써 복각본이 제작되었다.

## 같이 보기
- 동국사략

## 참고 문헌
- 동국사략 - 국가유산청 국가유산포털